# Noventa di Piave
Noventa di Piave es una localidad y comune italiana de la provincia de Venecia, región de Véneto, con 6.599 habitantes.

## Evolución demográfica
| Gráfica de evolución demográfica de Noventa di Piave entre 1861 y 2001 |
|                                                                        |
| Fuente ISTAT - elaboración gráfica de Wikipedia                        |